# (16120) Burnim
(16120) Burnim (1999 XV60) – planetoida z grupy pasa głównego asteroid okrążająca Słońce w ciągu 5,36 lat w średniej odległości 3,06 j.a. Odkryta 7 grudnia 1999 roku.